# Mamagama
Mamagama je azerbajdžanska glasbena skupina, ustanovljena leta 2021 v Bakuju. Skupino sestavljajo vokalist Asaf Mishiyev, kitarist Hasan Heydar in bobnar Arif Imanov.

## Zgodovina
Skupina je bila ustanovljena leta 2021 in je hitro postala prepoznavna z nastopi na več mednarodnih festivalih. Vokalist skupine Asaf Mishiyev je leta 2020 sodeloval 2020 v The Voice. Za mentorico je izbral Polino Gagarino. 
Leta 2022 je Mamagama na nastopila na Kënga Magjike, enem najpomembnejših glasbenih festivalov v Albaniji. Njihova izvedba singla »Dreamer« jim je prinesla nagrado v kategoriji Mednarodni izvajalci.  Kasneje istega leta sta se prijavili za zastopanje Azerbajdžana na Pesmi Evrovizije 2023. Prišli so v ožji izbor, med najboljših pet. İTV je na koncu izbrala duo TuralTuranX.

### Pesem Evrovizije
Dne 4. februarja 2025 je İTV objavila, da je bila Mamagama interno izbrana za zastopanje Azerbajdžana na Pesmi Evrovizije 2025 v Baslu v Švici. 19. februarja so objavili svojo tekmovalno pesem »Run With U«.

## Člani

### Trenutni
- Asaf Mishiyev – vokalist
- Hasan Heydar – kitarist
- Arif Imanov – bobnar

### Nekdanji
- Roman Zilyanev – kitarist
- Klim Gudin – bobnar

## Diskografija

### Pesmi
| Naslov            | Leto |
| ----------------- | ---- |
| »My Medicine«     | 2022 |
| »Sleep«           | 2022 |
| »Dreamer«         | 2022 |
| »River«           | 2023 |
| »This Is for You« | 2023 |
| »Run With U«      | 2025 |